# Агаіані
Агаіані (груз. აღაიანი) — село в Грузії.
За даними перепису населення 2014 року в селі проживає 1505 осіб.